# SERVQUAL
SERVQUAL és una eina de mesura de la qualitat del servei que es basa en la comparació de les expectatives dels clients amb la percepció que tenen del servei que reben. Aquesta eina va ser desenvolupada per Paraskevas, Zeithaml i Berry a finals dels anys 80 i es basa en cinc dimensions: tangibles, fiabilitat, eficiència, cortesia i comprensió de les necessitats del client.
Per utilitzar aquesta eina, es demana als clients que valorin les seves expectatives amb relació a cada una de les cinc dimensions i, posteriorment, que indiquin la percepció que tenen del servei que han rebut en cada una d'elles. A partir d'aquesta comparació, es pot determinar el nivell de qualitat del servei que s'està proporcionant i, si cal, es poden implementar millores per acostar la percepció del client a les seves expectatives.
És una eina molt útil per a qualsevol empresa que vulgui millorar la qualitat del servei que proporciona, ja que permet identificar les àrees en les quals s'està proporcionant un servei inferior a les expectatives dels clients i, així, implementar les millores necessàries per aconseguir la satisfacció dels clients.